# Thaumatogelis jonathani
Thaumatogelis jonathani är en stekelart som beskrevs av Schwarz 2001. Thaumatogelis jonathani ingår i släktet Thaumatogelis och familjen brokparasitsteklar. Inga underarter finns listade i Catalogue of Life.